# Maria Celeste (cratère)
Pour les articles homonymes, voir Marie Céleste.
Maria Celeste est un cratère d'impact sur Vénus nommé en l'honneur de Marie Céleste, la fille de Galileo Galilei.